# Závislostní typ
Závislostní typ je v teorii typů typ závisející na konkrétní hodnotě. Obecně se rozlišuje mezi závislostními typy součinovými a součtovými.
Je-li {\displaystyle A\in {\mathcal {U}}} nějaký typ z univerza typů, pak {\displaystyle \prod _{(a:A)}B(a)} je součinový závislostní typ,
přičemž {\displaystyle B} je typ závisející na hodnotě {\displaystyle a:A}.
Naopak {\displaystyle \sum _{(a:A)}B(a)} je součtový závislostní typ. Na {\displaystyle B} lze nahlížet jako na funkci přiřazující hodnotám (typu {\displaystyle A}) typy (z {\displaystyle {\mathcal {U}}}). Je-li {\displaystyle B} konstantní, odpovídají součinové typy
funkčním typům ({\displaystyle \prod _{(a:A)}B\equiv A\rightarrow B}) a součtové typy kartézskému součinu
({\displaystyle \sum _{(a:A)}B\equiv A\times B}).
Závislostní typy byly zavedeny do teorie typů za účelem rozšíření Curry-Howardova isomorfismu z logiky výrokové na predikátovou, odpovídají totiž kvantifikátorům logiky prvního řádu. Používají se v některých programovacích jazycích pro silnou typovou kontrolu, zejména v kritických aplikacích, kde je kladen velký důraz na bezpečnost a korektnost programu.
V jazycích se závislostními typy je možné používat funkce v signaturách funkcí, například v jazyce Idris:
```
getType
 
:
 
Bool
 
->
 
Type

getType
 
True
 
=
 
String

getType
 
False
 
=
 
Nat

getValue
 
:
 
(
b
 
:
 
Bool
)
 
->
 
getType
 
b
getValue
 
True
 
=
 
"abcd"

getValue
 
False
 
=
 
1234

```

## Rovnostní typy a negace
Rovnost dvou objektů lze vyjádřit typem {\displaystyle a=_{A}b}. Tento typ má nejvýše jeden konstruktor (právě jeden, pokud {\displaystyle a=b}), který se značí Refl.
Negace typu je operátor {\displaystyle \operatorname {Not} (T)\equiv T\supset \bot }. Dokazatelnost se v teorii typů řídí intuicionistickou logikou, proto zde neplatí zákon o vyloučení třetího.